# Янга (юкагирское племя)
Янга (иначе янгинцы) — племенная группа юкагиров по среднему течению Индигирки, говорившая на тундренном диалекте юкагирского языка. Ясачных янгинцев к 1656 году было 112 (всего 450 человек населения). Столько же их было в начале 40-х годов XVII века к приходу русских. «Янг» по-юкагирски (согласно В. И. Иохельсону) означало «берёза». Серьезно пострадали от эпидемий (оспы и др.) и русских сборщиков ясака, остатки племени ассимилированы эвенками и якутами.